# 福田春美
福田 春美（ふくだ はるみ、1968年 - ）は、ファッションブランド、TRIPTYCH(トリプティック)のデザイナー。

## 経歴
- 札幌市出身。高校在学中アートスクールにて2年半アートを学ぶ。
- 1987年 - 東京セツ・モード・セミナーでファッション画を学ぶ。
- 1989年 - 東洋美術学校でグラフィックを学ぶ。
- 1998年 - 代官山にセレクトショップ「WR」を立ち上げる。
- 2001年 - アーノルド・パーマーのクリエイティブ・ディレクターを2003年まで勤める。
- 2003年4月 - 「トリプティック」コレクションデビュー。
- 2003年 - WRディレクターを卒業し「トリプティック」クリエイティブ・ディレクターに専任。
- 2007年5月 - 生活の拠点をパリに移す。
- 2008年7月 - 自身のブランド会社「Hamiru（ハミル）」を設立。